# International Forum for Democratic Studies
L'International Forum for Democratic Studies (IFDS) est une initiative du National Endowment for Democracy (NED) créée en avril 1994. Parmi ses programmes, on peut citer le Journal of Democracy (en) (qui compte des éditions en espagnol et en portugais), le Network of Democracy Research Institutes (réseau des instituts de recherche démocratiques) et des programmes associés comme le Reagan-Fascell Democracy Fellowship Program (en).

## Personnalités du forum
- Larry Diamond fut de 1994 à 2009, un des co-directeurs du forum[2].
- Francis Fukuyama, membre du conseil du forum, également un des membres du département de science politique de la RAND Corporation[3].